# رضا مهماندوست
رضا مهماندوست (زاده ۱۳۴۴ نظام آباد تهران)، تکواندوکار ایرانی است. وی از سال ۱۳۸۶ تا ۱۳۹۰ سرمربی تیم ملی تکواندوی ایران بود. او در دو مقطع سرمربی تیم ملی تایوان و از آبان سال ۱۳۹۳ تا خرداد ۱۴۰۲ سَرمربی‌گری تیم ملی تکواندوی جمهوری آذربایجان را برعهده داشته‌است.
مهماندوست به عنوان ملی‌پوش تکواندوی ایران، دارندهٔ نشان برنز المپیک ۱۹۹۲ بارسلون است و برای پنج بار طی سال‌های (۲۰۱۰ - ۲۰۱۱ - ۲۰۱۵ - ۲۰۱۶ - ۲۰۱۹) عنوان بهترین سَرمربی تکواندوی جهان را از سوی فدراسیون جهانی تکواندو از آن خود کرده‌است.

## زندگی‌نامه
رضا مهماندوست در بهمن ۱۳۴۴ در تهران به دنیا آمد. وی دارای‌تبار صومعه‌سرایی است. او در شانزده سالگی ورزش تکواندو را نزد محمود مشهدی‌رجب در باشگاه «تهران‌جوان» در خیابان ژاله شروع نمود. وی فارغ‌التحصیل رشته تربیت بدنی از دانشگاه تهران و جانباز جنگ ایران و عراق است.

## سوابق قهرمانی و مربی‌گری
پیشینه قهرمانی
- قهرمان تکواندوی بزرگسالان کشور، نیروهای مسلح و تورنمنت بین‌المللی فجر، (۱۳۷۱–۱۳۶۶).
- مدال نقره تکواندوی ارتش‌های جهان، کره جنوبی، (سئول)، (۱۹۸۷).
- مدال طلا تورنمنت بین‌المللی تکواندوی بلژیک، (بروکسل)، (۱۹۸۸).
- مدال طلا تورنمنت بین‌المللی تکواندوی قبرس، (نیکوزیا)، (۱۹۸۹).
- مدال برنز المپیک بارسلون (۱۹۹۲).[۱]

پیشینه مربی‌گری
- مربی بدنساز تیم ملی تکواندوی دانشجویان ایران؛ (۱۳۷۷).
- مربی بدنساز و فنی تیم ملی تکواندوی ایران؛ (۱۳۸۱ – ۱۳۷۹).
- سرمربی تیم ملی تکواندوی تایوان؛ قهرمان المپیک آتن با دو نشان طلا، (۲۰۰۴–۲۰۰۳) - عنوان سوم مسابقات قهرمانی جهان - آلمان، با دو نشان طلا و یک برنز؛ (۲۰۰۳).
- مربی تیم ملی تکواندوی دانشجویان ایران؛ قهرمان دانشجویان جهان - اسپانیا، (۲۰۰۶).
- مربی تیم ملی تکواندوی ایران؛ (۱۳۸۶ – ۱۳۸۵).
- سرمربی تیم ملی تکواندوی ایران؛ (۱۳۹۰–۱۳۸۶)؛ قهرمان جهان - قهرمان جام جهانی - قهرمان آسیا و بازی‌های آسیایی و کسب نشان طلای المپیک پکن.
- سرمربی تیم ملی تکواندوی تایوان؛ (۲۰۱۴–۲۰۱۳)؛[۱۰] کسب یک نشان طلا و یک نقره در رقابت‌های جایزه بزرگ جهانی تکواندو - منچستر بریتانیا؛ (۲۰۱۳).
- سرمربی تیم ملی تکواندوی جمهوری آذربایجان؛ (۲۰۲۳–۲۰۱۴)؛ کسب نخستین طلای تکواندوی آذربایجان در جهانی روسیه ۲۰۱۵ - قهرمان بازی‌های اروپایی ۲۰۱۵ - قهرمان جام جهانی ۲۰۱۵ مکزیک - کسب یک نشان طلا و دو برنز در المپیک ۲۰۱۶ برزیل و قهرمان پنجمین دوره مسابقات کاپ اروپا، (۲۰۱۷).[۱]

شاگردان او در تیم ملی تکواندوی تایوان در رقابت با بازیکنان تیم ملی ایران در مسابقات قهرمانی تکواندو جهان ۲۰۰۳، بهزاد خداداد و امید غلامزاده را شکست دادند و دیگر شاگرد او (میلاد بیگی) در تیم آذربایجان، مهدی خدابخشی از ایران را در المپیک ۲۰۱۶ ریو حذف کرد؛ او هم‌چنین به عنوان سرمربی تیم ملی تکواندوی آذربایجان، در فینال جام جهانی ۲۰۱۵ مکزیک در رقابت تیمی رو در رو، تیم ملی تکواندوی ایران را با اختلاف ۲۰ امتیاز شکست داد.
وی پیش از پذیرش سرمربی گری تیم ملی تکواندوی ایران در سال ۱۳۸۶، در آستانهٔ هدایت تیم ملی تکواندوی هلند قرار داشت که با پیشنهاد فدراسیون تکواندو ایران، سرمربی گری تیم ایران را پذیرفت.
مهماندوست دارای کمربند مشکی دان ۸ است.

## افتخارات
- هفت سال بهترین مربی رزمی کشور در سال‌های ۱۳۸۳ تا ۱۳۸۹.
- کسب دو عنوان بهترین سرمربی مرد آسیا از سوی اتحادیه تکواندو آسیا در سال‌های ۲۰۰۷ و ۲۰۱۰.
- کسب عنوان بهترین سرمربی مرد جهان از سوی فدراسیون جهانی تکواندو در سال‌های ۲۰۱۰ و ۲۰۱۱.[۱۳]
- کسب عنوان بهترین سرمربی تکواندوی جهان در مسابقات جام جهانی تکواندو (مکزیک) در سال ۲۰۱۵، از سوی فدراسیون جهانی تکواندو.[۱۴]
- دریافت بالاترین نشان رسمی و دولتی جمهوری آذربایجان توسط الهام علی‌اف، پس از المپیک ۲۰۱۶ برزیل.[۱۵]
- کسب عنوان بهترین سرمربی مرد جهان از سوی فدراسیون جهانی تکواندو در سال ۲۰۱۶.
- کسب عنوان بهترین سرمربی مرد جهان از سوی فدراسیون جهانی تکواندو در سال ۲۰۱۹.[۱۶]

## کناره‌گیری از سرمربی‌گری تیم ملی
مهماندوست در مهر ۱۳۹۰ در اعتراض به عدم پرداخت دستمزد خود از سوی فدراسیون تکواندو در گفت وگو با رسانه‌ها از سرمربی گری تیم ملی تکواندو استعفا داد.
استعفایی که پس از دو روز به رغم تمایل وی برای بازگشت از سوی مسئولان فدراسیون تکواندو پذیرفته شد و با حکم محمدرضا پولادگر، هادی ساعی و فریبرز عسگری، مدیر فنی و سرمربی تیم ملی تکواندو ایران شدند.
پیشتر بهرام افشارزاده دبیرکل وقت کمیته ملی المپیک ایران از اختصاص حقوق ویژه به مهماندوست، بنا و باقری طبق مصوبه هیئت اجرایی کمیته، پیش از بازی‌های المپیک تابستانی ۲۰۱۲ خبر داده بود.
افشارزاده پس از این اتفاق در واکنش به اظهارنظر پولادگر و ذوالقدری مبنی بر این که در زمان انعقاد قرارداد جدید با سرمربی تیم ملی تکواندو با وی بر سر قطع حقوق فدراسیون و تنها پرداخت دستمزد کمیته ملی المپیک هماهنگ بوده‌اند، خاطرنشان کرد: «مسئولان فدراسیون تکواندو به هیچ عنوان چنین موضوعی را با من هماهنگ نکردند! مهماندوست مربی بزرگ و زحمتکشی است. ان‌شاءالله مشکل را حل می‌کنیم تا هرچه زودتر به تیم ملی برگردد.» او به فارس گفت: «آن‌ها نباید این کار را می‌کردند.»
محمد پولادگر پس از چندی گفت: «... حق مهماندوست را نخورده‌ایم و نمی‌توانیم به او دو حقوق بدهیم؛ افشارزاده اشتباه کرد. ما هم به حرمت کسوت او سکوت کردیم … فدراسیون‌های کشتی و وزنه‌برداری که پنج میلیون را به مربیان دادند، تصمیم خودشان بود …»

## اختلاف با فدراسیون تکواندو
رضا مهماندوست کناره‌گیری غیررسمی خود از تیم ملی را اخراج نامید و آن را توطئه رئیس و دبیر وقت فدراسیون تکواندو دانست. وی اظهار داشت: «من هرگز پول اضافه نخواستم، همان پولی را خواستم که سایر همتاهایم در تیم‌های ملی کشتی و وزنه‌برداری از کمیته ملی المپیک می‌گرفتند. من هیچ جایی استعفای مکتوب ندادم. فقط شفاهی گفتم تا پولم را ندهند سر تمرینات نمی‌روم. تازه این جمله هم در زمان تعطیلی تمرینات تیم ملی مطرح شد؛ اما آقایان اسمش را گذاشتند استعفا و برکنارم کردند، چون مشکل این بود که نمی‌خواستند پول‌هایم را بدهند. من از وزیر ورزش می‌خواهم به داد برسد و از زیر دست خود برایم احقاق حق کند.»
وی در سال ۱۳۹۱ گفت: «مسؤولان فدراسیون منتظر هستند که تیمشان نتیجه نگیرد و بگویند مقصر این نتایج رضا مهماندوست است. وی اصلاً ایرانی نبود! اگر روزی این حرف را نزدند، من رضا مهماندوست نیستم. بدانید تا سالیان سال دیگر در تکواندو به موفقیت دست پیدا نخواهیم کرد. مطمئن باشید المپیک بعدی به همه می‌گویم که رضا مهماندوست کیست.»

### سیدمحمد پولادگر
رضا مهماندوست چندین بار تأکید کرده‌است: «تا زمانی که پولادگر و تیم همکارانش خط و مشی تکواندو را تعیین می‌کنند، به تیم ملی بازنمی‌گردد.»
او اظهار داشت: «مسئولان فدراسیون تکواندو در زمان بستن قرارداد من فریب داده‌اند و از پولادگر و ذوالقدر نمی‌گذرم».
سید محمد پولادگر رئیس فدراسیون تکواندو در آبان ۱۳۹۰ در واکنش به موضع‌گیری مهماندوست، به قرارداد وی اشاره و برخوردهای او را دردناک توصیف کرد: «ترجیح می‌دهم دربارهٔ این موضوع زیاد صحبت نکنم، اما همین قدر بگویم که به مهماندوست علاقه‌مند بودم و مثل یک برادر در این چند سال که او هدایت تیم ملی را برعهده داشت از آبرو تا هر آنچه در توان داشتم برای او گذاشتم. برخوردهای او با کناره‌گیری از سرمربی‌گری تیم ملی برایم دردناک بود. مهماندوست مربی بزرگ و زحمت‌کشی است و منکر توانایی‌ها او نیستم؛ مضافاً این‌که ما هیچ کار غیرقانونی انجام ندادیم و تمام مدارک و مستندات کارهایمان در فدراسیون موجود است، اما بازی‌های المپیک در راه بود و ما باید جواب گوی وزارت ورزش و مردم باشیم … کادر جدید تیم ملی از بین مربیان با تجربه که خوشبختانه در تکواندو کم نیستند، انتخاب می‌شوند.»
پولادگر در آذر ۱۳۹۰ گفت: «مهماندوست چهره‌ای از خودش نشان داد و باعث شد من بارها استغفار کنم که چرا باعث شدم چنین فردی شاخص شود، خیلی‌ها از برخی مسائل اطلاع ندارند و فکر می‌کنند به او ظلم شده»
محمدرضا پولادگر در اسفند ۱۳۹۰ در گفت وگویی اظهار کرد: «درب فدراسیون به روی هیچ‌کس بسته نیست، مهماندوست هم مانند سایرین از خانواده تکواندو بوده، اما باید بدانیم همه ما در مقطعی و در هر جایگاهی که هستیم موقتی است … وی سال‌ها در خدمت تکواندو بوده و تجربه گرفته و در بین سرمایه‌های این ورزش مانند سایر تکواندوکاران و مربیان قرار دارد …»
پس از شکست کامل تیم ملی مردان تکواندوی ایران در بازی‌های المپیک تابستانی ۲۰۱۶ و شکست مهدی خدابخشی از میلاد بیگی شاگرد مهماندوست، و حذف سجاد مردانی به واسطه برد دیگر شاگرد مهماندوست برابر بریتانیا، سید محمد پولادگر پس از پایان مسابقه، رضا مهماندوست را مزدور وطن‌فروش خطاب کرد؛ او پس از بازگشت به ایران نیز بر موضعش تأکید کرد: «الان هم که آرام هستم، باز هم به مهماندوست مزدور می‌گویم.»، مهماندوست بیانیه‌ای علیه او صادر و عنوان کرد: «به خاطر مطالبه حق و حقوقم من را اخراج کردید؛ بروید و تکواندو را به اهلش بسپارید». وی عنوان کرد که از پولادگر شکایت می‌کند.
سیدمحمدرضا پولادگر پس از المپیک ۲۰۱۶ ریو در آذر ۱۳۹۵ در گفت و گو با خبرگزاری صدا و سیما اظهار داشت: «اتفاقی رخ نداده و هم‌چنان مقتدریم … ممکن است رضا مهماندوست هم میان گزینه‌های سرمربی‌گری تیم ملی باشد، اما پیشنهادی به او نمی‌دهم؛ افتخارات بیژن مقانلو به عنوان سرمربی تیم ملی تکواندو نسبت به مهماندوست به مراتب بیشتر است.»
رضا مهماندوست در دی ۱۳۹۶ در خصوص جلسه با پولادگر برای رفع کدورت‌ها و آشتی با او گفت: «پولادگر برای اثبات صداقتش ۵۰۰ میلیون طلبم را بدهد».

### غلامحسن ذوالقدری
غلامحسن ذوالقدری (حسن ذوالقدر) دبیرکل وقت فدراسیون تکواندو، دربارهٔ کناره‌گیری مهماندوست اعلام کرد: «با شرایطی که مهماندوست برایمان تعیین کرد، راهی جز پذیرش استعفای او نداشتیم … قطعاً در آیندهٔ نزدیک با اتکا به خرد جمعی و بررسی همه جوانب از بین گزینه‌های متعددی که کم هم نیستند یکی از چهره‌های علاقه‌مند، با انگیزه و با تجربه را در راستای حفظ قله رفیع قهرمانی و افتخارت به دست آمده تکواندو انتخاب و معرفی خواهیم کرد … با تأکید فراوانی که مهماندوست در رسانه‌ها برای کناره‌گیری داشت، فدراسیون هم استعفای او را قبول کرد …»
مهماندوست در گفت وگویی در ۱۸ مهر ۱۳۹۰ اظهار داشت، دبیر وقت فدراسیون تکواندو دستمزد بالا و امکانات خارج از عرف، از فدراسیون می‌گیرد:
«آقای ذوالقدر بارها به من گفت، همان دو و نیم میلیون برای من بس است. بعد من ماندم چطور خودشان از تلفن و ماشین فدراسیون استفاده می‌کنند و این که دبیر هستند و باید حقوق کارمندی بگیرند اما هنوز همان حقوق بالای ۲ میلیونی مربی‌گری را می‌گیرد؟ اگر قرار باشد با من بدبرخورد کنند، ناگفته‌های زیادی دارم که برای مردم بیان کنم … من وقتی سرمربی شدم چند نفر گفتند که آقای ذوالقدر آدم خطرناکی است. افتخاراتی که تو کسب کردی و کاری که تو کردی را ایشان کسب نکرده و انجام نداده …
پول را از کمیته ملی المپیک گرفتند و به حساب من نریختند. من که از آن‌ها نمی‌گذرم. ۶ ماه است که پول‌های کمیته المپیک را نمی‌دهند، حقوق شهریورم را هم ندادند! حقوق من از فدراسیون بود ماهی ۲٫۵ میلیون که می‌شود در سال ۳۰ میلیون تومان؛ یعنی قدر دریافتی توپ جمع کن تیم ملی فوتبال»
مهماندوست در این گفت وگو بیان کرد: «این بار اول‌شان نیست که مرا دور زدند. ۴ سال قبل هم همین اتفاق افتاد. وقتی ساعی نتوانست سهمیهٔ المپیک ۲۰۰۸ را بگیرد، من از نحوهٔ تمرینات و بی انضباطی آن‌جا انتقاد کردم و گذاشتندم کنار. ۳ ماه نگذشت که آمدند و گفتند بیا نفر اول باش و حتی اگر نمی‌خواهی، با آقای ذوالقدر هم کار نکن. دوباره این کار را تکرار کردند. اشکالی ندارد. این حق زن و بچه ام است که از من دریغ کردند. مگر من چه فرقی با مربیان کشتی و وزنه‌برداری دارم؟ که آن‌ها دارند پول‌شان را می‌گیرند و به جان علی‌آبادی و رئیس فدراسیون‌های‌شان دعا می‌کنند؛ اما دربارهٔ من این اتفاق می‌افتد! می‌گویند چرا باید او پول بگیرد. آقای عباسی من از شما به عنوان وزیر ورزش تقاضا می‌کنم فکری به حال حقوقم کنید.»
دبیر وقت فدراسیون تکواندو در پاسخ به این پرسش که چگونه و تحت چه شرایطی با استعفای شفاهی سرمربی تیم ملی موافقت کرده‌اید؟ گفت: «متأسفانه مهماندوست استعفای کتبی به ما ارائه نکرد و ما بر اساس اظهارات او در رسانه‌های گروهی تصمیم به این کار گرفتیم. این که وی استعفای کتبی ارائه نکرده، گناه ما نیست، اما طبق قانون وقتی فردی در رسانه‌های عمومی و رادیو و تلویزیون بحثی را مطرح کند خود به خود وجاهت قانونی پیدا می‌کند.»
غلامحسن ذوالقدری، ۲۲ مهر ۱۳۹۰ در پاسخ به این سوأل که در صورت جدایی مهماندوست از تیم ملی، موفقیت‌های تکواندو مجدداً تکرار می‌شود یا خیر؟ و چرا فدراسیون حقوق مهماندوست را به او پرداخت نکرد؟ گفت: «مدیران فدراسیون‌ها دولتی هستند. همان‌طور که مدیریت منابع انسانی فدراسیون بر عهده رئیس است، مدیریت منابع مالی هم زیر نظر او انجام می‌شود… خوشبختانه تکواندوی ایران به جایگاهی رسیده که قائم به حضور یک فرد نیست»
وی در ادامه گفت: «از مردم عذرخواهی می‌کنم که این حاشیه‌ها به وجود آمده، اما اگر به ما اعتماد کنند، قطعاً مدیریت فدراسیون در این موضوع هم موفق عمل خواهد کرد. با اعتماد به پولادگر، در آینده باز هم شاهد شکوفایی تکواندوی ایران در بازی‌های جهانی و المپیک خواهیم بود.»
در ۲۶ آذر ۱۳۹۴ غلامحسن ذوالقدری رئیس وقت سازمان تیم‌های ملی تکواندو درخصوص درگیری‌هایی که بین مقانلو و مهماندوست پس از مسابقات جهانی مکزیک به وجود آمد در گفت وگو با آنا اظهار داشت:
«مهماندوست باید به کشورش ایران احترام بگذارد … ورزشکاران زمانی که عرصه را برای حضور در تیم ملی مقداری تنگ می‌بینند، برای آن‌که خودی نشان دهند و البته درآمدی داشته باشند پرچم کشور خود را می‌فروشند و زیر پرچم کشوری دیگر در مسابقات ظاهر می‌شوند. به هرحال شهرت، مقام و ثروتی که از این راه به دست می‌آورند، چیزی نیست که بتوان به سادگی از کنار آن عبور کرد»
ذوالقدری در واکنش به اعتراضاتی که به حضور پسرش در تیم ملی تکواندو وجود داشت، افزود: «در تمامی سال‌هایی که من شاهد رقابت تکواندوکاران کشورمان بودم، شایسته‌سالاری حرف اول را زده و هیچ‌کس از روی رابطه به تیم ملی نرسیده‌است، فرزاد جزو بهترین‌های تکواندوی ایران است و برای کمک به عنوان حریف تمرینی و سرباز به تیم ملی وارد شد و در خدمت تکواندوی کشورش بود.»
محمد باقری معتمد در پاسخ به ذوالقدری که وی را نیز مورد خطاب قرار داده بود، اظهار داشت: «آیا غیر از فرزند شما کسی دیگر وجود ندارد که حریف تمرینی و سرباز در تیم ملی حضور یابد؟ از چه زمانی یک حریف تمرینی پس از گذراندن دوران نقاهت، به یک باره با نظر سرمربی تیم ملی (مقانلو) که شاگرد شما است، وارد اردو می‌شود؟! حتی به نام حریف تمرینی در برخی تورنمنت‌ها و اخیراً در ترکیب تیم ملی در جام جهانی مکزیک نیز شرکت کرده‌است.»
در سال ۲۰۲۰ فرزاد ذوالقدری، پسر غلامحسن ذوالقدری، به‌طور رسمی به تابعیت کشور بلغارستان درآمد و ابتدا بازیکن و سپس سرمربی تیم‌های ملی تکواندوی این کشور شد.
غلامحسن ذوالقدری نیز پس از چندی در بهمن ۱۳۹۹ مدیر فنی تیم‌های ملی تکواندوی بلغارستان شد.

### هادی ساعی
مهماندوست در ۲۹ اسفند ۱۳۹۰ مدعی شد، هادی ساعی برای گرفتن رأی در انتخابات آیندهٔ شورای اسلامی شهر تهران از برکناریش استفاده کرده و تیم ملی تکواندو را در اختیار خود گرفته‌است.
اندکی پیش از برکناری مهماندوست، هادی ساعی در شهریور ۱۳۹۰ با انتقاد از رضا مهماندوست اظهار داشت: «برخی افراد از حضورم در سالن مسابقات احساس خطر می‌کنند، اما خیالشان راحت دنبال سرمربی‌گری تیم ملی نیستم و نیازی به چسباندن پوسترم در سالن‌های مختلف ندارم … مهماندوست جایگاهش را دوست دارد، اما در کشورمان بهتر از او هم داریم.» مهماندوست در پاسخ گفت: بهتر است هادی وارد حاشیه نشود.
او در مورد ساعی گفت: «پای هادی نشستم و بزرگ‌ترین قمار زندگی‌ام را روی او داشتم، هادی؟ بله هادی ساعی. یادتان نیست روزی که در بازی‌های آسیایی به حریف افغانی‌اش باخت؟ هادی همان‌جا تمام شده بود و می‌شد بایگانی‌اش کرد؛ اما من یک ریسک بزرگ کردم تا او به حقش برسد. بردمش به وزن بالاتر، کاری که همه با انجامش مخالف بودند؛ همه از رئیس فدراسیون تا دبیرش می‌گفتند: این چه تصمیمی است که انجام می‌دهی رضا؟ هادی نمی‌تواند در این وزن مبارزه کند. می‌رود شکست می‌خورد. ولی من پای او ایستادم و دیدید که با مدال طلای هادی بود که کاروان ایران از رسوایی در المپیک پکن نجات پیدا کرد.»
پس از کسب عنوان دهمی مشترک تکواندوی ایران با گابن در المپیک لندن، هادی ساعی مدیر وقت فنی تیم ملی بدون پذیرش مسئولیت شکست تیم ایران، گفت: «تأکید می‌کنم که مربیان ایرانی خوب برای حضور در تیم ملی تکواندو زیاد داریم.» او افزود: «با مهماندوست هم همین نتیجه را می‌گرفتیم، وی در مورد انتخاب وزن من (۸۰ -) برای اعزام به المپیک پکن اشتباه کرد و یک مدال مسلم دیگر را با غرض ورزی از تیم ملی گرفت.»
مهماندوست پس از پایان بازی‌های المپیک تابستانی ۲۰۱۲ با اشاره به زوایای فنی تیم اعزامی گفت: «اگر بودم دو طلا می‌گرفتیم، دوست دارم الان از آقای هادی ساعی بپرسم، شما آمدی در المپیک هم حاضر شدی. حالا از کاری که کردی راضی هستی پسر؟ من یک عمر برایت زحمت کشیدم، آخرش اینی شد که دیدی! الان چه حرفی داری که بگویی؟! همه کار کردی که در راًس کار باشی، الان هستید؛ اما حالا که هستید و مدال‌های‌مان سوخت شده از کارتان راضی هستید؟ !»
رضا مهماندوست در واکنش به اظهارات ساعی در دی سال ۱۳۹۴ که گفته بود، مهماندوست علاقه و اعتقادی به حضور او در المپیک پکن حتی بعد از بردن انتخابی‌ها نداشت، بیان کرد: «ساعی را به خدا واگذار می‌کنم، اجازه شب زنده‌داری و بی‌انضباطی به او ندادم تا موفق شود؛ ساعی در آن مقطع در چندین رقابت باخته و ناک‌اوت شده بود و شرایط روحی مناسبی نداشت، ولی به او قول دادم تا المپیک وی را روی فرم بیاورم …»
ساعی پس از المپیک پکن در ۱۵ شهریور ۱۳۸۷ در گفت وگو با ایسنا گفته بود: «به مهماندوست اعتقاد داشتم و دَه ماه با هم زندگی کردیم … در بحث استاد و شاگردی از مهماندوست درس‌ها یادگرفته‌ام … در مسابقه با حریف چینی که سر و صدای تماشاگران چینی سالن را پر کرده بود، کاملاً متمرکز به مسابقه و راهنمایی‌های مربی بودم. حتی سعی می‌کردم جایم را عوض کنم تا با دیدن اشاره‌های او، مسابقه را به خوبی اداره کنم. چنین ارتباطی بین من و مهماندوست وجود دارد …»
مهماندوست، هادی ساعی را فاقد شاخصه‌های لازم فنی و مدیریتی برای ریاست فدراسیون دانست و گفت: «او در حد و اندازه‌های رئیس فدراسیونی نیست؛ ساعی فقط یک قهرمان بوده و هیچ سابقهٔ اجرایی ندارد، حتی سابقهٔ فنی یعنی سابقهٔ مربی‌گری نیز ندارد. عضویت شورای شهر چه ربطی به ورزش دارد؟!»
او در اسفند ۱۴۰۰ در واکنش به پیشنهاد ساعی برای حضور در سرمربی‌گری تیم ملی ایران بیان داشت: «ایران مربیان بسیار خوبی دارد که نیازی به من نیست. ضمن اینکه من با فدراسیون تکواندو آذربایجان تا بازی‌های المپیک پاریس تعهد کاری دارم.»
«اکنون ورزش کاملاً حرفه‌ای است و تعارفی وجود ندارد … در حال حاضر ایران مربیان زیادی در تکواندو دارد که قطعاً از من بهتر هستند. مشکل مدیریتی هم که برطرف شده و مطمئن هستم تیم ملی ایران به اوج بازمی‌گردد.»

### یوسف کرمی
یوسف کرمی پس از شکست در المپیک ۲۰۱۲ لندن به سَرمربی گری فریبرز عسگری، رضا مهماندوست را مربی بدنسازی دانست که عامل موفقیتش در این مسئله بود و بعد از چهار سال جواب داد؛ او به ایسنا گفت: «موفقیت تکواندوی ایران منحصر به یک نفر نیست.»
مهماندوست در پاسخ وی در ۲۱ مهر ۱۳۹۱ گفت: «دروغ تحویل مردم نده و مرد باش!». «حسرت می‌خورم عمرم را پای این ملی‌پوشان گذاشتم.»

### بیژن مقانلو
بیژن مقانلو دستیار سابق مهماندوست در تیم ملی تکواندو، چندی پس از کنار گذاشتن مهماندوست از سرمربی گری تیم ملی در ۱۳۹۱/۰۲/۲۶ در انتقادی شدیداللحن از رضا مهماندوست در گفت‌وگو با خبرگزاری فارس اظهار کرد:
«باید بگویم از یک مربی بدنساز ما بیشتر از این توقع داشتیم! مهماندوست باید بداند که اگر تیم ملی در گذشته به موفقیت‌های بزرگی دست یافته‌است، این حاصل همدلی کادر فنی و ملی پوشان بوده‌است نه حاصل تلاش یک نفر. وی بداند که این ما بودیم که تفکر ایشان را تجزیه و تحلیل می‌کردیم تا برایش مشکلی پیش نیاید، اما همیشه منم‌هایش و رو راست نبودن‌هایش بود که باعث شد تا در پایان این اتفاقات رخ دهد!
... آقای مهماندوست باید بگویم که ما شما را به خوبی می‌شناسیم و می‌دانیم که در گذشته اگر کسی یا چیزی برای شما سود نداشت بدون هیچ تعارفی عذرش را می‌خواستی این را هم می‌دانیم که همیشه از افراد برای صعود کردن خود استفاده می‌کردی! البته ناگفته نماند که در رابطه با این موضوع چه در خفا و چه در اذهان عمومی مسئولان همیشه با شما صحبت می‌کردند و در آخر هم یک عذرخواهی می‌کردی و دوباره روز از نو و روزی از نو!
همه می‌دانند که در طول این چند سالی که تیم ملی افتخار آفرینی کرد، حاصل تلاش ۹ بازیکن بود؛ اما در پایان مهماندوست بود که همه چیز را به نام خود ثبت می‌کرد. البته دیگران به‌دلیل به هم نخوردن این سیر صعودی با از خود گذشتگی چیزی به مهماندوست نمی‌گفتند … متأسفانه رضا مثل آدم‌هایی که در ته چاه افتاده‌اند رفتار می‌کند و بدون مستندات صحبت می‌کند.»
پس از شکست تیم ملی تکواندوی ایران برابر تیم ملی آذربایجان در فینال جام جهانی ۲۰۱۵ در مکزیک و کسب عنوان قهرمانی جام جهانی توسط شاگردان مهماندوست و هشتمین نایب قهرمانی ایران در این رقابت‌ها، بین رضا مهماندوست و بیژن مقانلو سرمربی وقت تیم ملی ایران درگیری پیش آمد.
مقانلو در ۲۲ آذر ۱۳۹۴ در گفت وگو با تسنیم گفت: «در یک مسابقهٔ «گرید دو» قهرمان شدن این همه جار زدن ندارد و واقعاً تأسف‌برانگیز است. حالا در چنین مسابقه‌ای یک «تشتَک» گرفته‌اید! … ما با این همه افتخار کجا از این مسخره‌بازی‌ها را درآوردیم و شیپورچی بازی کردیم؟ در طول این سال‌ها تنها منم، منم از مهماندوست شنیده‌ایم … او عِرق ملی ندارد.»
وی به فارس گفت: «آیا مهماندوست حاضر است به‌خاطر ایران از حقوق ۵ هزار دلاری و پاداش ۱۰۰ هزار دلاری دست بکشد؟ … شما که می‌گویی من پولی ندارم، باغ ۴ هزار متری‌ات در کرج چیست؟».
مهماندوست در واکنش به مصاحبه‌های مقانلو پاسخ داد: «مقانلو همان کسی است که برای کم‌دانستن ۳۰ سکه پاداش قهرمانی آسیا قهر کرد و علیه وزیر ورزش امضاء جمع کرد و بعد با کلی واسطه و دوندگی آن‌ها را گرفت … او با سفارش پولادگر دستیار من شد … من با ماهی ۶۰ هزار تومان مربی‌گری در تیم ملی را شروع کردم و همان زمان مقانلو شاگرد من بود»
«زمانی که اجازه می‌دادم به عنوان کوچ کنار زمین بنشیند، از فدراسیون به من می‌گفتند نباید این کار را انجام دهی و خودت باید کنار زمین باشی و به آن‌ها می‌گفتم می‌خواهم مربی برایتان پرورش دهم که اگر روزی نباشم، آن‌ها جای من را بگیرند؛ فقط برخی به نظر بیش از حد پرورش پیدا کردند!».
مقانلو پس از شکست کامل تیم ملی تکواندو در المپیک ۲۰۱۶ ریو گفت: «مهماندوست در حق ایران بی‌معرفتی کرد و تابع دستورهای پولادگر هستم».
تیم ملی تکواندوی ایران در اردیبهشت ۱۳۹۴ به سرمربی گری بیژن مقانلو در مسابقات قهرمانی تکواندو جهان ۲۰۱۵ در ردهٔ مردان به مقام قهرمانی رسید و مقانلو این قهرمانی را به سید علی خامنه‌ای رهبر جمهوری اسلامی تقدیم کرد.

### مرتضی کریمی
مرتضی کریمی از مربیان باسابقهٔ تکواندو و تیم‌های ملی نیز دربارهٔ مهماندوست گفت: «حاضرم از مهماندوست در کادر فنی به عنوان بدنساز استفاده کنم»؛ «مهماندوست یادش بیاید آویزان من، ذوالقدری و پولادگر بود.»
مهماندوست در پاسخ اظهار داشت: «کریمی در حدی نیست که مرا کوچک کند. کریمی در برهه‌ای سرمربی تیم ارتش سوریه بود که در همان زمان هم با کمک دیگران توانست چند صباحی طعم سرمربی‌گری را بچشد، در همان زمان هم برنامهٔ تمرین را از من برای برگزاری سمینارهایش می‌گرفت؛
او برای پست و مقام دعاگو شده‌است.»

### بهزاد خداداد
بهزاد خداداد در سال ۱۳۸۷ به‌دلیل درگیری با رضا مهماندوست و استفاده از دشنام علیه وی و کادر فنی در آستانهٔ المپیک ۲۰۰۸ پکن از اردوی تیم ملی تکواندو اخراج شد.
پس از آن، بهزاد خداداد برای عذرخواهی و جلب رضایت کادر فنی همراه با مرتضی کریمی، مربی پیشین تیم ملی و غلامحسن ذوالقدری مدیر فنی وقت تیم‌های ملی به اردوی تیم ملی تکواندو مراجعه کرد که با جواب رَد رضا مهماندوست مواجه شد و عذرخواهی‌اش از سوی وی پذیرفته نشد.
خداداد در ۱۳۹۰/۰۳/۲۸ مهم‌ترین دلیل باخت ملی پوشانی چون باقری معتمد را فریادهای رضا مهماندوست دانست و گفت: «کرمی و معتمد به مربی‌ای همچون مهماندوست نیاز ندارند. مهماندوست فقط عاشق این است که روی پیراهن تیم ملی نام وی به عنوان نفر اصلی حَک شود، ولی به فکر این نیست که در موفقیت تیم ملی همه کادر فنی سهیم هستند. البته این را باید بگویم که اگر تیم ملی در حال حاضر به موفقیت‌هایی می‌رسد، این حاصل زحمات مربیان گذشته‌است.»
مهماندوست در پاسخ به نقدهای خداداد، اظهار داشت: «خداداد فراموش شده و می‌خواهد با حاشیه‌سازی خودش را مطرح کند.»
بهزاد خداداد در گفتگویی در ۲۷ مرداد ۱۳۹۵ با حمله به مهماندوست بیان کرد: «دست روی قرآن می‌گذارم، جلوی خود رضا، و می‌گویم رضا مهماندوست را ما سرمربی تیم ملی کردیم. وی مربی بدنساز بود و از ما می‌خواست در مصاحبه‌ها از وی هم اسمی ببریم تا به‌تدریج به عنوان مربی شناخته شود!
«... هیچوقت او [رضا مهماندوست] را نمی‌بخشم! به خودش هم چند بار گفتم. وقتی می‌خواست به آذربایجان برود به او زنگ زدم و با او خداحافظی کردم. خودش پشت گوشی گریه کرد و گفت بزرگ‌ترین اشتباهی که در زندگی کردم، حذف تو از تیم ملی بود!»

## حمایت‌ها

### انجمن صنفی کانون تکواندوکاران ایران
رئیس انجمن صنفی کانون تکواندوکاران ایران در آبان ۱۳۹۰ با انتقاد شدید از فدراسیون تکواندو گفت: «برخوردی که در این مدت با رضا مهماندوست صورت گرفت، غیرشرعی و غیراخلاقی بود و باید نهادهایی چون وزارت ورزش و مجلس شورای اسلامی هرچه سریع تر با دل جویی از این سرمایه ملی که یک میهن‌پرست واقعی است، آب رفته را به جوی بازگردانند … آقایان چون خود بدون سابقه لازم اجرایی و فنی، مدیر و مربی شده‌اند بی هیچ توجیه و منطق کارشناسی می‌گویند تا دلتان بخواهد مربی خوب در کشور ریخته‌است …»
علی حق‌شناس افزود: «مربی‌گری در سطح ملی و بین‌المللی کاری جداگانه از تیم داری و حتی شاگردسازی است که دانش تئوریک کافی، کاریزمای لازم و تجربه فراوان خاص خود را می‌طلبد … باید به جرأت گفت که در ایران به تعداد انگشتان یک دست هم مربی چون رضا مهماندوست که حائز چنین شرایطی باشد را نداریم. آن‌هایی که زحمات و کارنامه پربار مهماندوست را کوچک شمرده یا آن را از آن خود می‌دانند به یاد بیاورند که او در سال ۲۰۰۴ به عنوان یک ایرانی، چین تایپه را قهرمان تکواندو المپیک کرد، ولی ماه‌ها در ایران بی اعتنایی دید و بی‌کار ماند. در دَه سال گذشته بارها گفته‌ایم که نهادهای نظارتی غیرورزشی از قوه قضائیه هم‌چون سازمان بازرسی کل کشور نحوهٔ صرف پول بیت المال در فدراسیون تکواندو را بررسی کرده و به آگاهی مردم برسانند.»

### بیانیه اتحادیه متخصصان ورزش‌های رزمی
اتحادیه متخصصان ورزش‌های رزمی ایران در ۰۲/۲۷/ ۱۳۹۱ طی بیانیه‌ای ضمن حمایت از مهماندوست بر ضرورت بازگرداندن هر چه سریع تر او به هدایت تیم اعزامی به المپیک لندن تأکید کرد.
در بخش‌هایی از این بیانیهٔ هفت بندی آمده‌است: «نکته حائز اهمیتی که پس از برکناری رضا مهماندوست پدیدار گشته‌است، به‌کارگیری سیستم نرم و هدف مند تخریب شخصیت فردی و فنی این مربی بزرگ است. گو این که این روش ناجوانمردانه، شیوه‌ای آشنا برای این اتحادیه است … افرادی که اساساً کم‌ترین وزنی در قیاس فنی با وی ندارند به دلیل شیفتگی در جاه بی‌مایه و خوش خدمتی به دیگران و در جهت اجرای همان روش نخ نما، کارآمدترین سرمربی ملی تاریخ ورزش‌های رزمی ایران را حقیرانه مورد هتاکی قرار می‌دهند …
برکناری رضا مهماندوست با تمام سیاهی‌هایش یک نقطه روشن برای تکواندوی ایران به همراه داشت. افرادی که به رغم بهره‌گیری از پول مردم و بیت المال، پیشرفت تکواندو ایران را در عمل و رفتار مدیون مدیریت بی نقص! خود قلمداد می‌کردند، پس از سال‌ها لب به اعتراف گشوده و به حق آن را مرهون سال‌ها رنج جمیع خانواده تکواندو ایران دانستند …
عزت مملکت و سربلندی ایران متاعی نیست که بازیچه دست یک گروه یا عده‌ای خاص قرار گیرد. بدون تردید در صورت بروز هرگونه اتفاق ناگوار در المپیک لندن، مسئولیت آن به‌طور کامل متوجه افرادی است که حب و بغض شخصی را بر مصالح و منافع ملی ارجحیت دادند».
واکنش رئیس فدراسیون تکواندو
سید محمد پولادگر پس از این بیانیه در گفتگو با ایلنا در ۰۲/۳۰/ ۱۳۹۱ اظهار داشت: «خوشبختانه شرایط تکواندوکاران کشورمان در آستانه مسابقات المپیک خیلی خوب است … من وقتی در چند روز اخیر برخی اظهارات را که می‌بینیم آقایان دهانشان را باز کرده و سخنانی به گزاف بیان می‌کنند که باید به ایرانی بودن آن‌ها شک کرد. باید به حال کسانی که منافع شخصی را به منافع ملی ترجیح می‌دهند و به همین دلیل منافع ملی را زیر سؤال می‌برند، تأسف خورد … این قبیل کارها کار دشمنان است نه دوستان، من از رسانه‌ها انتظار دارم بلندگوی این قبیل افراد نباشند.»
واکنش رئیس اتحادیه متخصصان
سید علی حق‌شناس در گفتگو با سایت رسمی اتحادیه متخصصان ورزش‌های رزمی ایران در ۰۳/۱۳/ ۱۳۹۱ گفت: «مهماندوست خود انسان بزرگ و شریفی است که زحمات زیادی در عرصه‌های مختلف برای این کشور کشیده و نیازی به حمایت کسی ندارد … کارشناسی و بی‌غرض می‌گوییم کارشان در قضیه آقای مهماندوست درست نبوده‌است؛ چون بیش از هر چیز نگران آبروی کشورمان هستیم. هر کس به هر دلیل بخواهد تیم ملی کشورش سرشکسته باشد، فرومایه‌ترین آدم روزگار است. وطن فروشان واقعی را همه می‌شناسند. خواهشم این است که برخی افراد دم از میهن دوستی نزنند که کارنامه جالبی در این زمینه ندارند. همین افراد ۱۳ سال پیش نگذاشتند اولین تیم خصوصی ورزش ایران در یک تورنمنت معتبر بین‌المللی شرکت کند، این‌ها جلوی نمایندگان ده‌ها کشور خارجی بچه‌های ایران را که آمادهٔ افتخارآفرینی برای کشورشان بودند و با مکافات هزینه اعزامشان را جور کرده بودند به خاطر عشق به مقامشان سرافکنده کردند … شما ببینید کسانی که ده سال پیش در توهم از میان بردن یک تشکل نوپا (کانون تکواندوکاران ایران) و یک سبک ایرانی (تاپ تکواندو) در مقابل کره‌ای‌ها تعظیم می‌کردند که از آنان در داخل حمایت کنند، حالا برای ما صحبت از ایرانی بودن می‌کنند … سال‌ها حضور نامشخص یک اجنبی در رأس کمیته فنی فدراسیون ایران که به سرود ملی ما، به ملی‌پوشان ما توهین می‌کرد، نشان از عشق به ایران است؟! آقایان ظاهرساز که با صهیونیست‌ها پشت یک میز می‌نشینند و عکس یادگاری می‌گیرند به چه جرأتی دم از منافع ملی می‌زنند؟ !»
بیانیه کمیتهٔ فنی فدراسیون تکواندو
پس از ناکامی تیم ملی تکواندو در بازی‌های المپیک تابستانی ۲۰۱۲ و عنوان دهمی مشترک با گابن، کمیته فنی فدراسیون تکواندو به ریاست محمد پولادگر در ۱۸ شهریور ۱۳۹۱ تشکیل و طی بیانیه‌ای، مصاحبه‌ها و اظهارنظرهای مغرضانه قبل و بعد از بازی‌های المپیک را باعث عدم تمرکز و حواشی در تیم ملی و جامعه تکواندو عنوان کرد!

### بیانیه‌های کانون تکواندوکاران ایران و درخواست محاکمهٔ سید محمد پولادگر
درپی ناکامی تیم ملی تکواندو ایران در المپیک ۲۰۱۲ لندن، کانون تکواندوکاران ایران در مرداد ۱۳۹۱ در بیانیه‌ای شدیداللحن، این ناکامی را محصول برکناری مهماندوست اعلام کرد و خواهان مجازات مسببان این شکست شد.
در خرداد ۱۳۹۵ و دو ماه پیش از المپیک ۲۰۱۶ برزیل، رئیس کانون تکواندوکاران ایران ضمن هشدار جدی نسبت به کسب نتایج ضعیف تکواندو در برزیل آن را برآیند بی‌تدبیری مسئولان فدراسیون تکواندو در کنار گذاشتن مهماندوست دانست.
سیدعلی حق‌شناس اظهار داشت: «سؤال این‌جاست، فدراسیونی که از پرداخت دستمزد ناچیز یک مربی جهانی عاجز بود، چگونه ظرف چند ماه به اذعان مصاحبه‌های آقایان که مستنداتش موجود است،
بدهی اش از چهارصد میلیون به بیش از یک میلیارد تومان، یعنی سیصد درصد افزایش رسید؟! … طی پانزده سال گذشته بارها از سازمان بازرسی کل کشور خواسته‌ایم تا چگونگی صرف بودجهٔ بیت المال در فدراسیون تکواندو را مورد بررسی قرار دهد تا دست کم مشخص شود بر چه اساسی یک فدراسیون طی شش ماه آن قدر بدهی بالا می‌آورد …»
پس از شکست تکواندوکاران ایران در المپیک ۲۰۱۶ ریو، کانون در بیانیه‌ای در ۱۳۹۵/۰۶/۰۱ به کار بردن الفاظی اعم از مزدور و وطن فروش توسط رئیس فدراسیون و اطلاق آن به مهماندوست را به‌شدت محکوم و اعلام کرد: «... مسئولیت این شکست بر عهدهٔ اشخاص یا نهادهایی است که در این چند سال از رئیس فدراسیون تکواندو که فاقد کم‌ترین پیشینهٔ فنی لازم بوده و حتی یک روز سابقهٔ فعالیت اجرایی داوطلبانه در ورزش ندارد، حمایت کرده‌اند …» کانون در این بیانیه برای بار دوم رسماً خواستار محاکمه سید محمد پولادگر شد.
پس از ناکامی تکواندوی ایران در المپیک ۲۰۲۰ توکیو، کانون در بیانیه‌ای در تاریخ ۰۳ / ۰۵/ ۱۴۰۰ شکست تکواندوی ایران در المپیک ۲۰۲۰ را محصول سیاست‌های غلط دولت در ورزش دانست. در بخشی از این بیانیه آمده‌است: «ورزشکاران مهاجر ما را مزدور و بی‌وطن و … می‌نامند! ما با آنان چه کردیم که بی‌وطن شدند؟! آیا طی این سال‌ها کاری جز تحقیر افراد و نفرت پراکنی انجام داده‌ایم؟ ! ...»؛ کانون در این بیانیه مجدداً خواستار محاکمه پولادگر در «مرجع قضایی صالح» به دلیل آنچه سوء رفتار و مدیریت و هدر دادن بیت المال در طی سال‌ها خواند، گردید.

### اظهارات رئیس کانون تکواندوکاران ایران
رئیس انجمن صنفی کانون تکواندوکاران ایران پس از شکست تکواندوی ایران در المپیک توکیو در ۱۲ / ۰۵/ ۱۴۰۰، در گفت وگو با خبرگزاری مهر گفت: «پیش از المپیک لندن که آقایان مدعی کسب دو مدال طلا بودند، هشدار دادیم تا دیر نشده مهماندوست را برگردانید. فرمودند تا دلتان بخواهد مربی خوب در کشور ریخته‌است و ما را وطن فروش نامیدند! سه ماه پیش از المپیک ریو هم این شرایط را تذکر دادیم و گفتیم با این شرایط، شکست سخت‌تری در انتظار تکواندوی ایران است و نتیجه همانی شد که همه می‌دانند.» او در این گفتگو صراحتاً محمد پولادگر و کمیتهٔ فنی‌اش را فاقد صلاحیت فنی و اجرایی برای مدیریت فدراسیون و تصمیم‌گیری در مورد آیندهٔ تکواندوی ایران دانست.
سیدعلی حق‌شناس در گفت وگویی در ۱۴۰۱/۰۷/۱۱ گفت: «دست مفسدان، فرصت‌طلبان و سودجویان واقعی، قانون‌شکنان، دزدان بیت‌المال و حقوق ورزشکاران و مربیان، و چاپلوسان قدرت را مستنداً برای مردم «رو» کردیم. خودشان می‌دانند از کجاها خورده‌اند … تکواندوکارنماها ورزش ما را به ورطهٔ سقوط کشاندند …»
مجید افلاکی
مجید افلاکی در ۰۶/۰۱ / ۱۳۹۵ با انتقاد از مزدور خواندن رضا مهماندوست توسط سید محمد پولادگر به عدم پرداخت حقوق و پاداش قانونی مهماندوست و مرگ پسر وی ناشی از عدم پرداخت هزینه‌ای درمانی، جانبازی مهماندوست و وجود ترکش متعدد در بدن وی ناشی از جنگ ایران و عراق اشاره کرد.
یوسف کرمی
یوسف کرمی در ۰۶/۰۲ /۱۳۹۵ در مورد صحبت‌های سید محمد پولادگر رئیس فدراسیون تکواندو علیه مهماندوست، عدم نتیجه‌گیری در المپیک لندن و ریو را ناشی از برکناری مهماندوست توسط پولادگر دانست و از او انتقاد کرد.